# قاسم‌آقای تبریزی
حاجی میرزا قاسم‌آقای تبریزی خوشنویس سدهٔ سیزدهم هجری است که از آذربایجان به عثمانی و مصر رفت. او به تمام خطوط متداول تسلط داشت. قاسم‌آقای تبریزی ابتدا در آذربایجان به کسب علوم و آموختن خط پرداخت. پس از کسب مهارت در خوشنویسی به شهرهای عثمانی و مصر رفت. سال‌ها در مصر زندگی کرد و از راه خوشنویسی گذران معیشت می‌کرد. در سال ۱۲۹۲ هجری در اسکندریه بدرود حیات گفت.